# Petersenův graf

Petersenův graf – nejčastější zobrazení

Petersenův graf s pouze dvěma kříženími hran

Diagram se třemi kříženími je stejně jako všechny ostatní diagramy izomorfní s Petersenovým grafem

Petersenův graf s jednotkové délky

Diagram ukazující, že Petersenův graf je hypohamiltonovský, tj. zrušením libovolného vrcholu vznikne Hamiltonovský graf

Obarvení vrcholů třemi barvami

Přestože maximální stupeň vrcholu je roven 3, k obarvení hran jsou potřeba čtyři barvy. Grafy s touto vlastností se řadí do třídy 2

Petersenův graf je 3-regulární (kubický) graf s 10 vrcholy s řadou zajímavých vlastností. Pojmenovaný je po dánském matematikovi Juliu Petersenovi, který ho roku 1898 zkonstruoval coby nejmenší bezmostý 3-regulární graf, jehož hrany nelze obarvit třemi barvami.

## Vlastnosti
- je souvislý
- je symetrický
- není rovinný, ale je toroidní
- je 3-regulární, tj. každý vrchol má stupeň 3
- neobsahuje Hamiltonovskou kružnici, pouze Hamiltonovskou cestu
- chromatické číslo je rovné 3 (jsou potřeba 3 barvy k obarvení vrcholů, aby žádné dva sousední neměly stejnou barvu)
- chromatický index je rovný 4 (jsou potřeba 4 barvy k obarvení hran, aby žádné dvě sousedící neměly stejnou barvu)
- nejkratší kružnice má délku 5
- každý diagram Petersenova grafu obsahuje alespoň 2 křížení hran
- je 3-degenerovaný